# 染崎延房
染崎 延房（そめざき のぶふさ、1818年（文政元年） - 1886年（明治19年）9月27日）は、江戸時代末期から明治時代にかけての日本の戯作者・ジャーナリスト。幼名八郎、通称久兵衛。別号に為永春笑・狂仙亭・二世為永春水。

## 生涯
対馬藩士の子として江戸に生まれる。天保年間に為永春水の弟子となり、春笑と号する。1844年の師の没後春水の号を継ぎ（二世為永春水）、忠臣蔵ものである『いろは文庫』や、南総里見八犬伝の二次創作である『仮名読八犬伝』などの戯作を著した。
明治維新後は、それまでの戯作シリーズを書き継ぐ一方、戯作者や旧幕臣たちが集った錦絵新聞の寄稿者として記事や小説を著した。明治期の作品では、幕末の動乱を綴った條野採菊（伝平、山々亭有人）との共著『近世紀聞』が知られる。1876年には東京絵入新聞に入り、記者として筆を揮った。
墓所は東京都品川区西大井の如来寺。戒名は慈門院圓理速證居士。

## 著書
- いろは文庫
- 仮名読八犬伝（1848年～） － 為永春水名義
- 八犬伝後日譚（1853年～1857年） － 為永春水名義
- 北雪美談（1853年～） － 為永春水名義
- 朝鮮国細見全図（1873年）
- 神代道しるべ（1873年）
- 義烈回天百首（1874年） － 和歌集。
- 近世紀聞（1874年）
- 台湾外記（1874年）
- 朝鮮事情（1874年）
- 阿玉ヶ池櫛月形（1874年）